# Vaudreuille
 Vaudreuille  là một xã thuộc tỉnh Haute-Garonne trong vùng Occitanie nước Pháp. Xã Vaudreuille nằm ở khu vực có độ cao trung bình 270 mét trên mực nước biển.